# Nasir al-Din al-Tusi
Pour l’article homonyme, voir an-Nasir.
Ne doit pas être confondu avec Sharaf al-Dīn al-Tūsī.
Abū Jaʿfar Muḥammad ibn Muḥammad ibn al‐Ḥasan Naṣīr al‐Dīn al‐Ṭūsī, souvent simplement Naṣīr al‐Dīn al‐Ṭūsī, ou parfois Naṣīr ad‐Dīn ad‐Ṭūsī, (1201, à Tus en Iran - 1274), est un philosophe, mathématicien, astronome et théologien perse musulman.
Après des études à Tus, Nishapur et Mossoul, al-Tusi s'installe pendant près d'un quart de siècle auprès des dirigeants des Nizârites ismaéliens. Cette période est la plus prolifique de sa vie. Après la chute de la forteresse d'Alamut, il se met au service du prince mongol Houlagou Khan. Il participe à la construction et la gestion de l'observatoire astronomique de Maragha. Il meurt lors d'un voyage à Bagdad en 1274.
Avec la rédaction de près de 150 manuscrits en arabe et en persan touchant la philosophie, la théologie, les mathématiques et l'astronomie, al-Tusi est considéré comme un maître à penser de son époque.

## Biographie
On connaît peu de chose concernant son enfance et sa formation à part les informations contenues dans son autobiographie Sayr wa Suluk (« Contemplation et action ») écrite vers 1246.
Al-Tusi naît le 17 février 1201 à Tus dans le Khorasan, dans une famille d'érudits chiites duodécimains. Selon son autobiographie, il est encouragé par son père et son oncle maternel, à étudier la théologie et les sciences. Son père, pratiquant à l'esprit ouvert, l'engage à étudier tous les courants de l'Islam. Outre son oncle, élève de l'historien et philosophe des religions Taj al-Din al-Shahrastani, il a pour professeur Kamal al-Din Muhammad Hasib, élève du poète et philosophe Afdal al-Din Kashani (en).
À la mort de son père, il quitte sa maison pour parfaire ses connaissances et se rend, vers l'âge de dix-sept ou dix-huit ans à Nishapur. Là, il étudie l’œuvre philosophique d'Avicenne, Kitab al-Isharat wa-l-tanbihat (« Livre des directives et des remarques »), auprès Farid al-Din Damad al-Nisaburi (mort vers 1221). Il suit les exposés de Qutb al-Din Misri, élève de Fakhr ad-Dîn ar-Râzî, sur le Canon d'Avicenne Il dit avoir rencontré le maître du soufisme Farid al-Din Attar. Entre 1217 et 1221, il se rend en Irak pour étudier la jurisprudence auprès de Mu'in al-Din Salim ibn Badran al-Mazini. Entre 1223 et 1232, à Mossoul, il étudie les mathématiques auprès de Kamal al-Din ibn Yunus (1156/1252). D'après son autobiographie, Tusi semble déçu par ses recherches en théologie. Initialement convaincu que la philosophie grecque pouvait servir d'arbitre dans les discussions théologiques, il prend conscience que la recherche de la vérité dans le domaine religieux ne peut passer que par l'enseignement d'un maître spirituel et c'est alors qu'il commence à se tourner vers l'ismaélisme.
L'invasion mongole rend la région instable. Vers 1230, al-Tusi trouve refuge chez le gouverneur ismaélien de la région du Kouhistan, Nasir al-Din Muhtashim. Grâce à lui, il est reçu comme novice dans la communauté ismaélienne. Concernant sa conversion, les historiographes sont partagés d'autant plus qu'al-Tusi affirmera avoir vécu chez les Ismaéliens sous la contrainte. Il reste près de 25 ans auprès des Ismaéliens, produisant durant cette période la plus grande partie de ses écrits en éthique, logique, sciences et mathématiques. En 1234, il est invité auprès du prince ‘Alā’ ad-Dīn Muḥammad III qui tient sa cour à la forteresse d'Alamut où les savants fuyant les Mongols trouvent de bonnes conditions de travail, en particulier une importante bibliothèque.
En 1256, la forteresse d'Alamut capitule devant l'armée d'Houlagou Khan et est entièrement rasée. Le rôle d'al-Tusi dans cette capitulation est obscur : il fait partie des négociateurs ayant permis de conclure la capitulation mais se désolidarise de la secte peu après affirmant y avoir séjourné sous la contrainte.
Il se met alors au service d'Houlagou Khan, comme conseiller scientifique et responsable des dotations religieuses. Il prend pour épouse une Mongole et suit la cour à Qazvin, Hamadan puis Bagdad où on le soupçonne d'avoir pris une part active au siège de la ville et à la capitulation du calife abbasside Al-Musta'sim.
En 1259, il convainc Houlagou Khan, féru d'astrologie, de construire un grand observatoire à Maragha. Il est chargé de sa construction et de sa gestion. La supervision du projet l'occupe pendant plus de dix ans avec la mise en place d'une bibliothèque, d'une communauté scientifique regroupant des savants du monde musulman mais aussi chinois, et l'élaboration de tables astronomiques.
À la mort d'Houlagou Khan, il devient vizir et probablement médecin personnel du fils d'Houlagou, Abaqa Khan. En 1273, il se rend à Bagdad où il tombe malade et meurt en juin 1274. Son corps est enterré près de la tombe du septième imâm chiite Musa al-Kazim.

## Œuvre
Avec près de 150 travaux, écrits en persan ou en arabe ou même en turc, concernant des domaines aussi variés que la logique, la philosophie, la théologie, la géomancie, les mathématiques, l'astronomie, la minéralogie et la poésie, al-Tusi est un auteur majeur du XIIIe siècle du monde islamique. Considéré comme un sage (Hakim), il a reçu le titre honorifique de troisième maître à penser (al-mu'allim al-thalith) après Aristote et Al-Fârâbî.
Sa renommée est telle qu'on lui attribue parfois indûment d'autres travaux.

### Philosophie et métaphysique
Les réflexions d'al-Tusi ont touché la philosophie, l'éthique, la logique, la science des religions, aussi bien concernant la jurisprudence islamique (fikh) que la dialectique (kalâm). Son parcours lui permet d'écrire autant sur l'ismaélisme que sur le chiisme duodécimain, et le soufisme.
Al-Tusi a écrit plusieurs traités de logique dont Asas al-iqtibas (base de l'inférence - 1244) écrit en persan qui est considéré comme la contribution la plus importante du XIIIe siècle en logique et Tajrid al-mantic  écrit en arabe. Il a aussi produit des commentaires et des traductions en persan de penseurs arabes, dont un commentaire sur l'ouvrage d'Avicenne al-Isharat wa'l tanbihat (livre des directives et remarques), terminé en 1246, dans lequel il répond aux critiques faites par Fakhr al Din al Razi sur l'œuvre d'Avicenne. Il y traite de la connaissance de Dieu, la nature de l'espace et la création du monde physique. Il se positionne dans la lignée de la philosophie péripatéticienne. Sur la nature de l'être, al-Tusi distingue les êtres dont l'existence est nécessaire, Dieu, de ceux dont l'existence est contingente. On lui doit aussi un commentaire du texte de Fakhr al-Din al-Razi sur le Kalâm dans lequel il tente d'ouvrir plus largement l'étude de l'islam aux concepts philosophiques grecs tout en réfutant les attaques d'al-Razi sur l'œuvre d'Avicenne.
Ses travaux en éthique s'appuient sur les penseurs grecs et préislamiques persans d'une part et sur le Coran d'autre part. Il écrit Akhlaq-i Muhtashimi  (Éthique de Muhtashim) , selon les notes de son protecteur ismaélien durant le début de son séjour au Kouhistan (vers 1232-1234). Ce traité décrit les principes que doivent suivre les personnes justes, cite le Coran, parle du besoin de connaissance de Dieu. Chaque chapitre se termine par une citation grecque. À peu près à la même époque, il écrit Gushayish-nama (notes sur le dévoilement). Mais son ouvrage le plus connu est Akhlaq-i Nasiri (en)(L'Éthique de Nasir), écrit en persan. Il a travaillé en deux temps, la première partie est achevée en 1235, mais l'ouvrage est repris quand al-Tusi est à la cour d'Houlagou Khan. Il y développe un système philosophique combinant enseignement musulman et philosophie aristotélicienne. Il y traite de la nature de Dieu, des sciences héritées des Grecs, de la nature de l'esprit humain, des vertus, du bonheur, de l'amitié, des politiques domestiques et nationales.
Durant son séjour chez les Ismaéliens sont écrits de nombreux traités théologiques sur ce courant religieux : Tawalla wa tabarra (solidarité et dissociation) et Aghaz wa anjam (le début et la fin) probablement écrits à la cour de Nasir al-Din Muhtashim, et deux ouvrages écrits à la cour du prince ‘Alā’ ad-Dīn Muḥammad III, Rawda-yi taslim (Le Jardin de la soumission - 1242) , considéré comme le plus grand travail sur la théologie ismaélienne à la fin d'Alamut et Asas al-Iqtibas (Principes de l'acquisition - 1244).
À la cour d'Houlagou Khan, sa réflexion se porte sur la théologie chiite duodécimaine : son Tajrid al-i‘tiqad (Catharsis) est considéré comme un ouvrage de référence sur la théologie chiite et a donné lieu à près de 400 commentaires ou gloses. Il s'agit du premier traitement systématique du Kalâm. On recense aussi d'autres écrits al-Risala fi’l-imama, Fusul-i Nasiriyya et quelques courts traités I'tiqadiyya sur les principaux dogme chiites, et Allah jalla jalaluhu sur l'existence de Dieu.
Vers la fin de sa vie, il écrit Musari‘at al-musari (la chute du lutteur), un manuel de théologie, Awsaf al-ashraf (les attributs de l'illustre), un manuel de philosophie soufie parlant de l'ascétisme comme une étape de la vie mystique et Talkis al-muhassal, une analyse du Muhassal, œuvre de Fakhr al-Din al-Razi.
Al-Tusi s'est intéressé à la poésie, rédigeant un traité de poésie Mi'yar al-ash'ar en persan.

### Sciences

#### Mathématiques
On lui doit une recension et révision des mathématiques grecques et arabes (Autolycos de Pitane, Euclide, Apollonios de Perga, Archimède, Hypsiclès, Théodose, Ménélaüs, Ptolémée Thābit ibn Qurra et les frères Banu Musa). En particulier, ses travaux concernant les auteurs des textes intermédiaires, c'est-à-dire ceux écrits entre Euclide et Ptolémée deviennent des textes de référence. En l'absence de structure d'enseignement spécifique, cette recension et ces commentaires deviennent des outils très précieux de transfert de connaissances.
Il écrit également des textes originaux en arithmétique, en trigonométrie, en calcul numérique, en dénombrement, en géométrie.
Dans son traité d'arithmétique Jawami al-hisab bi'l-takht wa'l turab, on trouve une pratique du calcul avec table à poussière, l'usage du triangle arithmétique ou triangle de Pascal, une méthode d'extraction de racine nième inspirée d'al-Samawal. Al-Tusi a approfondi l'usage de la combinatoire et du dénombrement dans un mémoire mêlant dénombrement et métaphysique Sur la démonstration du mode de l'émanation des choses en nombre infini à partir du principe premier unique.
Il s'intéresse aux fondements de la géométrie, en particulier au 5e postulat d'Euclide : l'axiome des parallèles. Dans son traité al risala al-shafiya (traité qui remédie aux doutes sur les lignes parallèles), puis dans son Tahir Uqlidis (Rédaction d'Euclide), il reprend les idées d'al-Khayyam et d'al-Samawal, utilisant un quadrilatère comportant deux côtés opposés égaux perpendiculaires à une même base (quadrilatère de Saccheri) mais commet une pétition de principe. Ce second ouvrage, Tahir Uqlidis, dans lequel on trouve en outre une proposition de compléter les postulats d'Euclide par un axiome d'existence des points et droites, est en fait complété 20 ans après sa mort, probablement par son fils qui lui succéda à la tête de l'observatoire. Il est publié à Rome en arabe en 1594, la démonstration d'al-Tusi est ensuite traduite en latin par John Wallis et est citée par Saccheri dans son Euclides ab omni nævo vindicatus (Euclide débarrassé de toute erreur).
Al-Tusi est également connu pour son traité de trigonométrie sphérique al-shakl al-qita (Dévoilement des mystères sur la figure sécante, connu en Europe sous le nom de Traité du quadrilatère- 1260), établi en utilisant d'autres outils que le théorème de Ménélaüs. Ce traité est l'aboutissement de recherches effectuées depuis le Xe siècle en trigonométrie sphérique et fait de cette matière une branche mathématique indépendante de l'astronomie. On y trouve la notion de triangle polaire, les relations sur le triangle sphérique rectangle, des résolutions du triangle sphérique quelconque. Il réserve une faible part à la trigonométrie plane en y énonçant toutefois la loi des sinus dans sa version plane. Dans cet ouvrage se trouve également une réflexion sur les nombres irrationnels qu'al-Tusi, dans la lignée d'Omar Khayyam, traite comme des nombres à part entière.

#### Astronomie
Al-Tusi a écrit de nombreux traités d'astronomie pratique, de cosmographie et d'astrologie.
Un premier traité d'astronomie Risala-yi Mu'iniyya (le traité de Mu'inid) écrit en persan semble écrit en collaboration avec le fils de son protecteur Nasir al-Din Muhtashim, et lui est dédié.
Durant sa période ismaélienne, on note deux traités Tahir al-majisti(rédaction de l'Almageste - 1247) suivi d'un second écrit en persan Hall-i mushkilat-i Mu'iniyya (Résolution des problèmes soulevés par la Mun'iyya) qui, repris et complété en arabe, deviendra al-tadhkirah fi'ilm al-haya(Trésor de l'astronomie - terminé vers 1261). Dans ces deux ouvrages, al-Tusi tente de trouver des solutions aux problèmes soulevés par le modèle astronomique de Ptolémée (mouvement non uniforme, mouvement non circulaire). Il met en place un modèle, appelé couple d'al-Tusi, utilisant deux cercles, le plus petit roulant à l'intérieur d'un cercle deux fois plus grand. Ce modèle permet d'expliquer une rotation non uniforme et de remplacer un mouvement d'oscillation rectiligne par la combinaison de deux rotations. Al-Tusi l'utilise dans le modèle de la Lune et des planètes supérieures. Il en démontre également une version sphérique qui lui permet d'expliquer le phénomène de la prosneuse (oscillation de l'axe de l'épicycle lunaire). Ce modèle se retrouve ensuite dans l'œuvre de Copernic laissant supposer une éventuelle influence.
À la tête de l'observatoire de Maragha, il entreprend un programme d'observations des planètes qui devait initialement durer 30 ans mais qui s'arrête au bout de 12 ans, à l'issue duquel il publie ses Tables Ilkhaniennes. Elles sont écrites en persan puis traduites en arabe puis partiellement en latin et ont été utilisées dans tout le monde arabe.
On lui doit également une traduction en persan du Suwar ak-kawakib (Livre des étoiles fixes) d'Abd al-Rahman al-Soufi et un traité sur l'astrolabe.
Un cratère de 52 kilomètres de diamètre sur l'hémisphère sud de la Lune a été baptisé « Nasireddin » pour lui rendre hommage, par l'Union astronomique internationale en 1935. L'astéroïde (10269) Tusi porte également son nom.

#### Minéralogie
Reprenant les travaux de Jabir Ibn Hayyan, d'al-Kindi, de Rhazès et d'al-Biruni il écrit, en persan, un traité sur les métaux précieux, Tanksuhk-nama. Il y étudie la nature et la constitution des pierres, les propriétés et pouvoirs médicinaux des pierres précieuses, les métaux et la théorie alchimique de leur formation et les parfums. Cet ouvrage est considéré que le second ouvrage de référence sur le sujet après celui d'al-Biruni.

#### Médecine
Al-Tusi semble peu intéressé par la médecine pratique où il suit les idées d'Avicenne. Il écrit cependant un commentaire du Canon d'Avicenne et un traité de médecine théorique Qawanin al-tibb (principes de médecine). Son traité d'éthique (Akhlaq-i nasiri) consacre un chapitre à l'étude des maladies psychosomatiques.

#### Évolutionnisme
Selon Farid Alakbarli, on trouverait dans son Akhlaq-i Nasiri (en) (L'Éthique de Nasir), des réflexions sur l'évolution. Tusi explique comment l'hérédité - la variabilité héréditaire - est un facteur important pour l'évolution biologique : « Les organismes qui peuvent acquérir les nouveaux dispositifs sont davantage variables. En conséquence, ils gagnent des avantages par rapport à d'autres créatures. […] Les corps changent en raison des interactions internes et externes ». Tusi explique comment les organismes peuvent s'adapter à leur environnement et comment les humains ont évolué depuis des animaux avancés.

## Œuvres principales
- (1235) Akhlâq-e Nasirî, traité de morale devenu un classique.
- (1242) Rawazat at-taslîm (Le Jardin de la vraie foi), ouvrage de théologie ismaélienne ;
- (avant 1258)  Sharh al-Isharat (Commentaire des Ichârât d'Avicenne), traité principalement responsable de l'avicennisme iranien ;
- (vers 1270) Tajrîd al'aqâ'id (Dégagement des articles de la foi) et Qawâ'id al'aqâ'id (Les fondements des articles de la foi). Avec les Fosûl (chapitres), ces deux traités formulent de manière systématique les grands thèmes du chiisme duodécimain. Ils ont été l'objet de 70 études et commentaires parmi lesquels ceux de Allameh Hilli, Ghiyathoddin Mansur, Hosayn Khwansari, Hosayn Tonkaboni, Mohammad Jafar Langarudi ;
- Caractériologie des âmes nobles, (Awsâf al-Ashrâf), traité de soufisme chiite.

#### Traductions
- Nasîroddîn Tûsî, La convocation d'Alamût. Somme de philosophie ismaélienne. Rawdat al-taslîm (1242), trad. du persan Christian Jambet, Verdier, coll. "Islam spirituel", 1998, 374 p.

#### Études sur al-Tûsî
- Bernard Carra de Vaux, « Les sphères célestes selon Nasîr Eddìn Attûsî », dans Paul Tannery, Recherches sur l'histoire de l'astronomie ancienne, Paris, Gauthier-Villars, 1893, 337-361 p. (lire en ligne) ;
- Barthélemy d'Herbelot de Molainville, « Nassireddin », p. 665, dans Bibliothèque orientale  — Cet ouvrage suit généralement Katip Çelebi.
- N. Pourjavady et Ž. Vesel, Nasir Al-Din Tusi, philosophe et savant du XIIIe siècle, Téhéran, Bibliothèque iranienne, vol. 54, 1993  (ISBN 2-909961-00-1)
- Roshdi Rashed, Histoire des sciences arabes, Seuil, 1997
- (en) F. Jamil Ragep, « Ṭūsī: Abū Jaʿfar Muḥammad ibn Muḥammad ibn al‐Ḥasan Naṣīr al‐Dīn al‐Ṭūsī », dans Thomas Hockey et al., The Biographical Encyclopedia of Astronomers, New York, Springer, 2007 (ISBN 978-0-387-31022-0, lire en ligne), p. 1153–1155 (version pdf)
- (en) Hossein Nasr, « Al-Ṭūsī, Muḥammad ibn Muḥammad ibn al-Ḥasan usually known as Naṣir al-Dīn », dans Complete Dictionary of Scientific Biography, Détroit, éditions Scribner, 2008 (ISBN 978-0-684-31559-1, lire en ligne)
- (en) George Saliba, « Ṭusi, Naṣir-al-Din ii. As mathematician and astronomer », dans Encyclopædia Iranica, 2009 (lire en ligne)
- (en)  S. J. Badakhchani, « Nasir al-Din Tusi (1201—1274) », dans Internet Encyclopedia of Philosophy, 3/02/2016 (lire en ligne)

- (en) Jamil Ragep, « Nasir al-Din al-Tusi », dans Helaine Selin, Technology, and Medicine in Non-Western Cultures, Springer, 2008, p. 1721-1723
- (en) S. J. Badakhchani, « Introduction », dans Nasir al-Din Tusi, S. J. Badakhchani, Sayr wa Suluk (Contemplation and Action) : The Spiritual Autobiography of a Muslim Scholar: Nasir Al-Din Tusi, I.B. Tauris, 1999
- (en) Ivana Panzeca, « Nasir al-Din al-Tusi », dans Henrik Lagerlund, Encyclopedia of Medieval Philosophy: Philosophy Between 500 and 1500, Springer, 2011 (lire en ligne), p. 825-829
- Maxime Delpierre, Naṣīr al-Dīn al-Ṭūsī, philosophe du progrès - Retour au sens d’Avicenne, éditions Vrin, avril 2025,  (ISBN 978-2-7116-3218-3)